# Alicia Blagg
Alicia Blagg (Wakefield, 21 ottobre 1996) è una tuffatrice britannica.

## Biografia
E' allenata da Edwin Jongejans. Ha rappresentato la Gran Bretagna ai Giochi olimpici di Londra 2012 e Rio de Janeiro 2016.

## Palmarès
- Europei di nuoto/tuffi

Rostock 2013: bronzo nel sincro 3 m.
Londra 2016: argento nel sincro 3 m.
Glasgow 2018: argento nel trampolino 3 m.
- Giochi del Commonwealth

Glasgow 2014: oro nel sincro 3 m.
Gold Coast 2018: argento nel sincro 3 m.